# رحل أيرلنديون

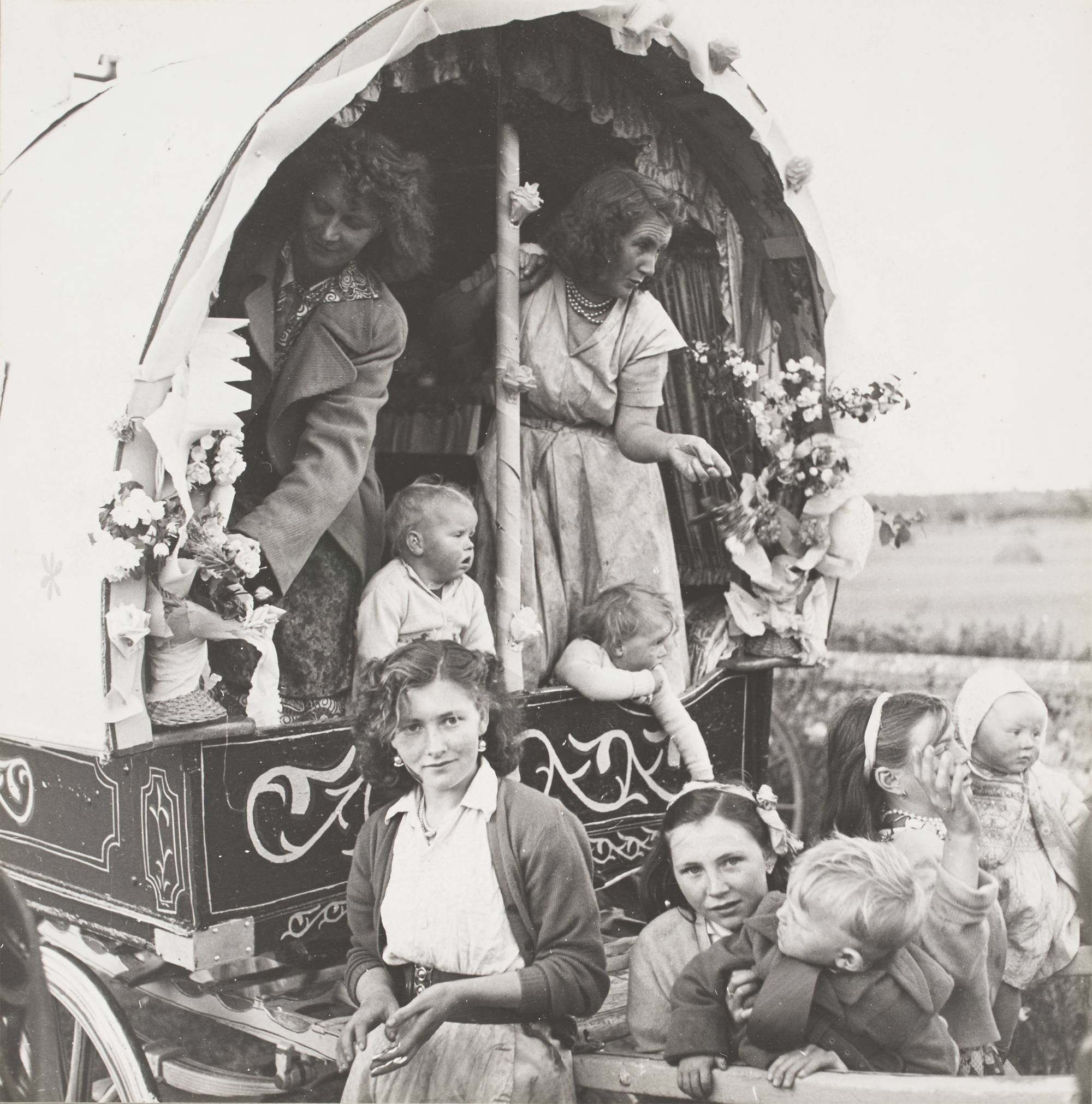
أسرة من الرحل الأيرلنديين في عربة عام 1954

الرحل الأيرلنديون هم قوم رحل من أصل أيرلندي، يعيشون في أيرلندا وبعضهم في مواضع ببريطانيا والولايات المتحدة، حيث أن عشرة آلاف هم أبناء لجماعات من الرحل تركوا أيرلندا وانتقلوا إلى الولايات المتحدة وأكثرهم انتقل أيام مجاعة أيرلندا الكبرى بين عام 1845 و1860. يتكلمون بالإنجليزية وبعضهم بالشلتا وغيرها من لغات الرطانة.